# Ptychocheilus umpquae
 Ptychocheilus umpquae és una espècie de peix cipriniforme de la família dels ciprínids.

## Morfologia
Els mascles poden assolir els 44 cm de longitud total.

## Distribució geogràfica
Es troba a Oregon (Estats Units).